# Сан Луиђи (Анкона)
Сан Луиђи (итал. San Luigi) насеље је у Италији у округу Анкона, региону Марке.
Према процени из 2011. у насељу је живело 45 становника. Насеље се налази на надморској висини од 243 м.